# Myrtófyto
Myrtófyto (Myrtofyto) är en ort i Grekland.   Den ligger i prefekturen Nomós Kaválas och regionen Östra Makedonien och Thrakien, i den nordöstra delen av landet, 300 km norr om huvudstaden Aten. Myrtófyto ligger 306 meter över havet och antalet invånare är 424.
Terrängen runt Myrtófyto är huvudsakligen kuperad, men åt nordväst är den bergig.  Närmaste större samhälle är Eleftheroúpolis, 10,9 km norr om Myrtófyto. 